# Станислав Естрайхер
Станѝслав Амбро̀жи Ѐстрайхер (на полски: Stanisław Ambroży Estreicher) е полски историк на правото, библиограф, професор и ректор на Ягелонския университет, член на Полската академия на знанията. Продължава делото на своя баща и издава томове XXIII – XXXIII от „Полска библиография“ (на полски: Bibliografia Polska).
На 6 ноември 1939 година е арестуван от немските окупационни власти в рамките на акция „Sonderaktion Krakau“. Изпратен е в концентрационен лагер „Заксенхаузен“, където на 28 декември умира.

## Трудове
- Bibliografia Polska, t. XXIII – XXXIII (1910 – 1939)
- Rozwój ustroju państw na zachodzie Europy (1930)
- Najstarsze kodeksy świata (1931)
- Najstarszy zbiór przywilejów i wilkierzy miasta Krakowa (1936)
- Wykłady z historii ustroju państwa i prawa na zachodzie Europy (2000)
- Konserwatyzm krakowski: wybór pism (2012)